# Piotr Dudziński (lotnik)
Piotr Paweł Dudziński (ur. 4 czerwca 1899 we Lwowie, zm. 22 lutego 1974 w Londynie) – pułkownik pilot Wojska Polskiego, dowódca dywizjonu 304, kawaler Virtuti Militari. Uczestnik wojny polsko-bolszewickiej i II wojny światowej, Challenge 1930 i Challenge 1934.

## Życiorys
Po odzyskaniu niepodległości przez Polskę zgłosił się do służby w Wojsku Polskim. Wziął udział w wojnie polsko-bolszewickiej. Po jej zakończeniu kontynuował służbę wojskową, ukończył szkołę podchorążych. 1 czerwca 1921, w stopniu podporucznika, pełnił służbę w Parku Uzbrojenia 2 Armii, a jego oddziałem macierzystym był 6 pułk piechoty Legionów. 3 maja 1922 został zweryfikowany w stopniu porucznika ze starszeństwem od 1 czerwca 1919 i 35. lokatą w korpusie oficerów aeronautyki, a jego oddziałem macierzystym był 1 pułk lotniczy w Warszawie. Później został przeniesiony do 2 pułku lotniczego w Krakowie. 1 grudnia 1924 prezydent RP nadał mu stopień kapitana z dniem 15 sierpnia 1924 i 14. lokatą w korpusie oficerów aeronautycznych.
W Bydgoskiej Szkole Pilotów ukończył kurs i został przydzielony do 6. pułku lotniczego. W 1927 r. objął dowództwo nad 64. eskadrą lotniczą. W 1929 r. rozpoczął prace nad zorganizowaniem 63. eskadry towarzyszącej, następnie objął jej dowództwo. Tę funkcję pełnił do 1931 r. Zaangażował się w działalność sportową, został członkiem Aeroklubu Polski. Latem 1930 r., w załodze z mechanikiem Zygmuntem Wojciechowskim, wystartował na samolocie PWS-8 w zawodach Challenge 1930. Zawody ukończył, ale został zdyskwalifikowany za przekroczenie czasu lotu. W październiku 1931 r. wspierał pilotki biorące udział w pierwszym polskim kobiecym rajdzie lotniczym.

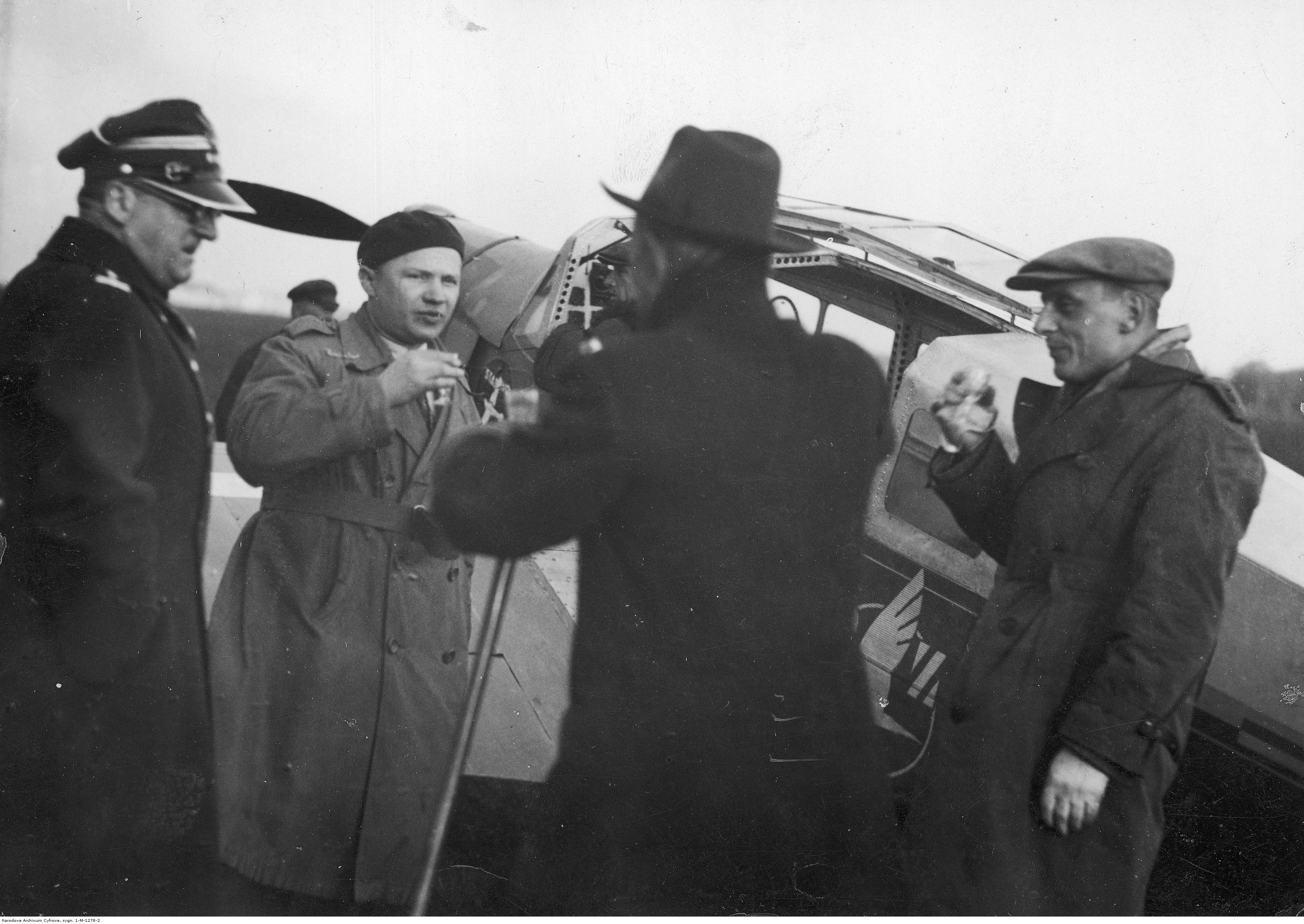
Piotr Dudziński (drugi od lewej) przed rajdem alpejskim

W maju 1932 r. powrócił na stanowisko dowódcy 63. eskadry, zdał je w listopadzie. Po raz kolejny dowódcą 63. eskadry został w kwietniu 1933 r. i sprawował tę funkcję do czerwca. W dniach 16–21 maja 1933 r. wziął udział w Zlocie Gwiaździstym do Wiednia i I Międzynarodowym Austriackim Locie Alpejskim. W ramach zlotu zajął drugie miejsce, w locie alpejskim był trzeci. W łącznej klasyfikacji zajął trzecie miejsce. W 1933 r. został skierowany do Wojskowego Obozu Szybowcowego w Ustjanowej.
W czerwcu 1933 został przeniesiony do Lotniczej Szkoły Strzelania i Bombardowania w Grudziądzu. W listopadzie 1934 został wyznaczony na stanowisko dyrektora nauk. W 1934 r. wziął udział w zawodach Challenge 1934. W załodze z mechanikiem Eustachym Kołodziejem wystartował na samolocie PZL.26 ze znakami SP-PZL. W klasyfikacji końcowej zajął 11. miejsce. 27 czerwca 1935 prezydent RP nadał mu stopień majora z dniem 1 stycznia 1935 i 4. lokatą w korpusie oficerów aeronautyki. W styczniu 1936 został komendantem szkoły w Grudziądzu. Na stopień podpułkownika został awansowany ze starszeństwem z 19 marca 1939 i 11. lokatą w korpusie oficerów lotnictwa. W tym czasie pełnił służbę w Biurze Wojskowym Ministerstwa Komunikacji na stanowisku szefa Wydziału Przysposobienia Wojskowego i Sportu Lotniczego.
Po zakończeniu wojny obronnej przekroczył granicę z Rumunią, a następnie przedostał się do Francji. Został przydzielony do III Grupy lotnictwa jako oficer łącznikowy. Po klęsce Francji został ewakuowany do Wielkiej Brytanii.
Zgłosił się do służby w Polskich Siłach Powietrznych, otrzymał numer służbowy RAF P-0476. Został skierowany na szkolenie na sprzęcie brytyjskim do 10. Operational Training Unit. Po jego ukończeniu otrzymał przydział służbowy do dywizjonu 304. 22 czerwca 1940 r. przejął od ppłk. Jana Białego obowiązki dowódcy dywizjonu. W nocy z 24 na 25 kwietnia 1941 r. poprowadził samoloty dywizjonu do pierwszego zadania bojowego jakim było bombardowanie zbiorników paliwa w Rotterdamie. W nocy z 6 na 7 maja jego załoga była jedną z dwóch w dywizjonie, która odnalazła i zbombardowała cel, jakim był Hawr. Nocą z 14 na 15 lipca dowodził załogą nowicjuszy, która przeprowadziła nalot na Rotterdam.
Obowiązki dowódcy dywizjonu zdał 13 listopada 1941 r. i przeszedł na stanowisko polskiego dowódcy Stacji 16. Elementary Flying Training School w Newton. Na tym samym stanowisku służył w 18. OTU, 19 kwietnia 1943 r. został przydzielony do Dowództwa Wyszkolenia Lotniczego jako oficer łącznikowy. Po katastrofie gibraltarskiej został przewodniczącym Komisji Inspektoratu Lotnictwa, która przygotowała raport o prawdopodobnych przyczynach katastrofy . 1 marca 1945 r. został mianowany oficerem łącznikowym w RAF Bomber Command. W brytyjskim lotnictwie stacjonującym na terenie okupowanych Niemiec pełnił funkcję Senior Polish Liaison Officer.

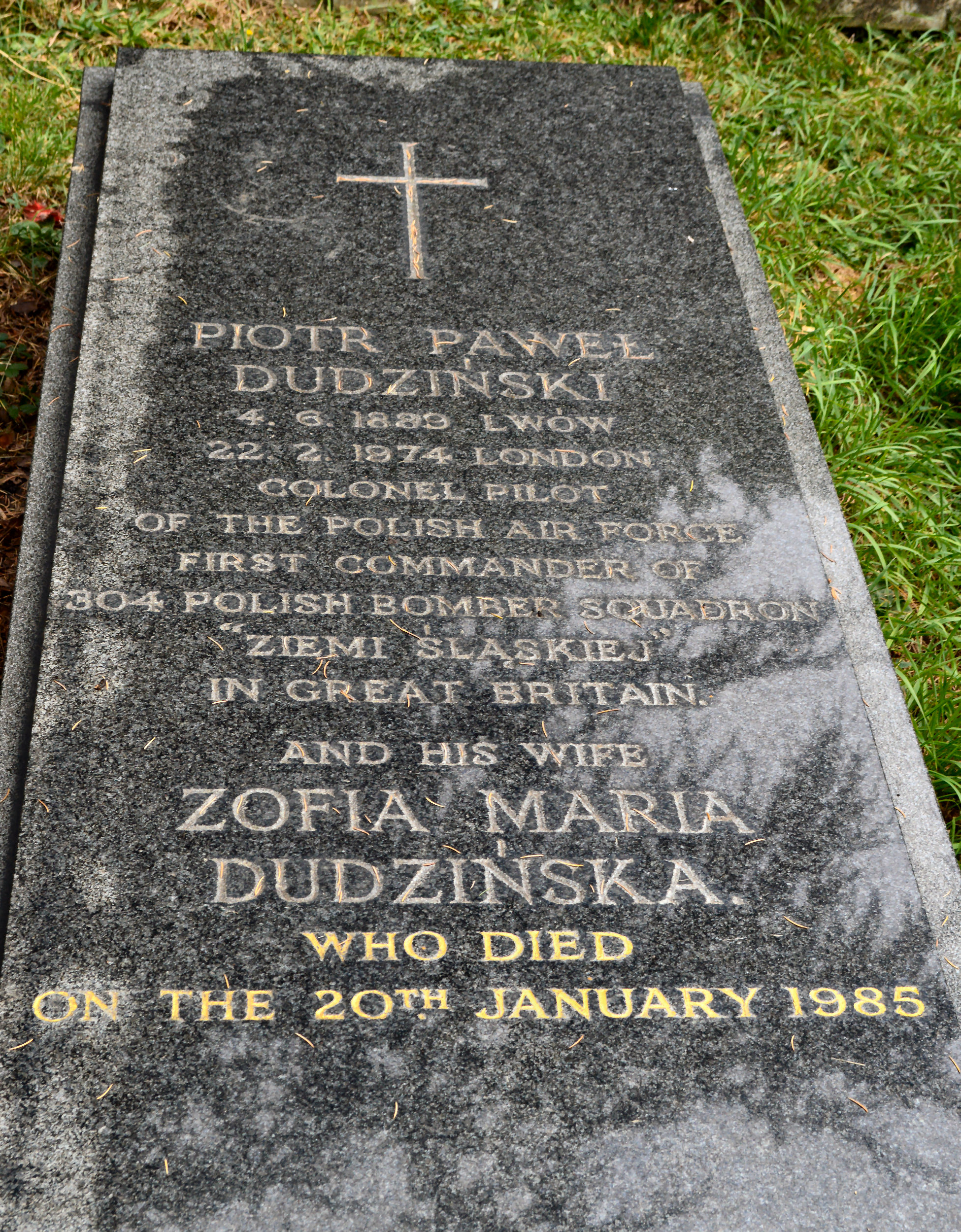
Grób Piotr Dudzińskiego

Po demobilizacji nie zdecydował się na powrót do Polski rządzonej przez komunistów i pozostał na emigracji w Wielkiej Brytanii. Zmarł 22 lutego 1974 r. w Londynie. Jego ciało spopielono w krematorium Mortlake w Richmond. Został pochowany na cmentarzu East Sheen Cemetery.

## Ordery i odznaczenia
Za swa służbę otrzymał odznaczenia:
- Krzyż Srebrny Virtuti Militari nr 9266,
- Krzyż Walecznych – trzykrotnie,
- Medal Lotniczy – czterokrotnie,
- Złoty Krzyż Zasługi[27],
- Medal Niepodległości – 9 stycznia 1932 „za pracę w dziele odzyskania niepodległości”[38][39],
- Srebrny Krzyż Zasługi[27],
- Polowy Znak Pilota.